# Pécs (stacja kolejowa)
Pécs (węg. Pécsi pályaudvar) – stacja kolejowa w Peczu, w komitacie Baranya, na Węgrzech. Stanowi również węzeł transportu publicznego Főpályaudvar, a przy dworcu został utworzony parking P+R.

## Historia
Obecny budynek dworca pochodzi z 1898 i jest projektu Ferenca Pfaffa. W XX wieku zbudowano bocznice do zakładu garbarskiego i browaru. W 2014 roku dworzec przechodzi gruntowną renowację.

## Linie kolejowe
- Linia kolejowa 40 Budapest – Dombóvár – Pécs
- Linia kolejowa 63 Pécs - Drávaszabolcs
- Linia kolejowa 64 Pécs – Bátaszék
- Linia kolejowa 65 Pécs – Mohács